# United States Army Europe and Africa
United States Army Europe and Africa är namnet på det huvudkommando i USA:s armé som utgör armékomponenten till de två försvarsövergripande kommandona United States European Command, för USA:s militära styrkor och operationer i Europa samt United States Africa Command, för USA:s militära styrkor och operationer i Afrika.
Högkvarteret är beläget på Lucius D. Clay Kaserne utanför Wiesbaden i förbundslandet Hessen i Tyskland.

## Bakgrund

Karta över baseringen av amerikanska arméstridskrafter (V Corps & VII Corps) i Västtyskland på 1980-talet.

Kommandot har sitt ursprung i USA:s deltagande i andra världskriget på den allierade sidan mot Nazityskland och axelmakterna i arméns European Theater of Operations (ETOUSA). Efter Tysklands kapitulation följde ockupationen och en framväxande konflikt med en av de andra segrarmakterna, Sovjetunionen, som ledde till det kalla kriget. Namnet United States Army Europe fastställdes i november 1947.
Efter det kalla krigets slut med Tysklands återförening, Sovjetunionens sammanbrott och Warszawapaktens upplösande har USA:s närvaro av arméstridskrafter i Europa gradvis minskat.
I november 2020 genomfördes en sammanslagning mellan United States Army Europe och United States Army Europe. Försvarsgrenskomponenterna i flygvapnet (United States Air Forces in Europe – Air Forces Africa) och flottan (United States Naval Forces Europe-Africa) var innan dess redan var sammanslagna och nyttjar samma förband som till största delen är stationerade i Europa.